# Hamhung
Hamhung este al doilea oraș ca mărime din Coreea de Nord. Este, de asemenea, reședința Provinciei Hamgyong de Sud.

## Istorie
Hamhung a fost centrul comercial și administrativ local al Coreei de nord-vest pe vremea dinastiei Chosŏn (1392–1910).
Orașul a fost distrus în proporție de 80-90% pe vremea Războiului din Coreea. Între anii 1955-1962, acesta a cunoscut un mare proiect de reclădire și dezvoltare cu ajutorul Germaniei de Est, inclusiv ridicarea mai multor industrii de construcție și măsuri aprige de antrenare pentru constructorii, inginerii, planificatorii de oraș și arhitecții coreeni.

## Personalități născute în Hamhung
- Taejo de Joseon
- Ahn Soo-kil
- Richard E. Kim
- Yoon Kwang-cho
- Yang Hyong-sop